# Berche
Berche é uma comuna francesa na região administrativa de Borgonha-Franco-Condado, no departamento de Doubs. Estende-se por uma área de 3,11 km². Em 2010 a comuna tinha 523 habitantes (densidade: 168,2 hab./km²).